# 145966 Alessandroilari
145966 Alessandroilari è un asteroide della fascia principale interna. Scoperto nel 1999, presenta un'orbita caratterizzata da un semiasse maggiore pari a 2,317049 UA e da un'eccentricità di 0,102710, inclinata di 8,884909° rispetto all'eclittica.
È dedicato a Alessandro Ilari, astronomo amatoriale italiano.